# Lenguas ye-tupí-caribe
La hipótesis Yê-Tupí-Caribe es una propuesta reciente de familia de lenguas que estaría formada por las lenguas macro-ye, las lenguas tupí y las lenguas caribes de América.

## Historia
El lingüista Joseph Greenberg propuso que existía una relación filogenética entre el macro-ye, el macro-pano-takana, y el Caribe. Sin embargo, esta propuesta aunque fue acogida inicialmente con interés, no fue aceptada mayoritariamente una vez se revisó la evidencia aportada en favor de esta hipótesis y la propia hipótesis amerindia.
A.Rodrigues (2000) examinó la evidencia disponible y propuso incluir al macro-tupí pero excluir al pano-takana. Eduardo Ribeiro de la universidad de Chicago, que había trabajado sobre las lenguas macro-ye y macro-tupí, encontró más evidencia en forma de irregularidades morfológicas compartidas entre esos dos grupos, que también parecían estar presentes en Caribe, pero no en pano-takano. La presencia de irregularidades comunes es un fuerte indicio en favor de la relación filogenética de las lenguas, ya que difícilmente puede ser atribuida a otro factor que a la herencia común de la protolengua, y se considera altamente improbable que sea el resultado de préstamos o azar.
Viegas Barros (2005) que muestra que podría existir una relación entre el mataco-guaicurú y las lenguas macro-yê, por lo que de confirmarse tendríamos una familia todavía más extensa.

## Evidencias
El siguiente cuadro muestra algunas marcas de persona en los grupos que putativamente han sido relacionados con la hipótesis ye-tupí-caribe:
| GLOSA               | macro- tupí                   | macro- yê  | proto- Caribe         | pano      | takana   | mataco- guaicurú |
| ------------------- | ----------------------------- | ---------- | --------------------- | --------- | -------- | ---------------- |
| 1ª persona singular | wi-, o-, ɨ- *a-, *sʲe- [TG]   | *ʔi-, yo-  | *ɨwɨ (ind.) *ʧi- (A)  | ʔɨʔ-, e-  | i-, e-   | *y-              |
| 2ª persona singular | *e- (A) *né- [TG](O)          | *ʔa-, gʷa- | *m(ɨ)- (A) *a(y)- (O) | mi-       | mi-, me- | *a-              |
| 3ª persona singular | *o- [TG](A) *i-, *ts- [TG](O) | *i-, ɛ-    | *kiʧɨ- (A) *k(i)- (O) | haa-, xa- |          | *i-              |
| 1ª persona plural   |                               | *ku-       |                       |           |          | *qo-             |
| 2ª persona plural   | *pe(ye)-                      | *ka-       |                       |           |          | *qa-             |
| 3ª persona plural   |                               |            |                       |           |          |                  |

En el cuadro anterior las formas marcadas con (A) se refieren a las marcas de ergativo, de agente o de sujeto activo, mientras que las formas marcadas con (O) se refieren a las marcas de absolutivo, paciente, experimentador o sujeto pasivo. La indicación [TG] se refiere a una construcción basada en el proto-tupí-guaraní.